# Лейков, Андрей Леонардович
Андрей Леонардович Лейков (1904—1967) — майор Советской Армии, участник Великой Отечественной войны, Герой Советского Союза (1944).

## Биография
Андрей Лейков родился 3 июня 1904 года в Ельце. После окончания четырёх классов школы работал литейщиком. В 1923 году Лейков был призван на службу в Рабоче-крестьянскую Красную Армию. В 1926 году он окончил пехотную школу, в 1932 году — курсы усовершенствования командного состава. С начала Великой Отечественной войны — на её фронтах.
К сентябрю 1943 года капитан Андрей Лейков был заместителем командира батальона 36-й танковой бригады 11-го танкового корпуса 28-й армии Южного фронта. Отличился во время освобождения Донецкой области Украинской ССР. 11 сентября 1943 года Лейков с группой танков прорвался в глубь немецкой обороны в районе села Старомайорское Великоновосёлковского района и уничтожил 4 артиллерийских орудия. Когда в разгар боя его танк застрял в болоте, Лейков продолжал вести огонь по противнику из автомата, продержавшись до подхода основных сил.
Указом Президиума Верховного Совета СССР от 19 марта 1944 года за «образцовое выполнение боевых заданий командования на фронте борьбы с немецкими захватчиками и проявленные при этом мужество и героизм» капитан Андрей Лейков был удостоен высокого звания Героя Советского Союза с вручением ордена Ленина и медали «Золотая Звезда» за номером 3513.
В 1945 году Лейков окончил Высшую офицерскую бронетанковую школу. В 1948 году в звании майора он был уволен в запас. Проживал и работал в Бобруйске. Умер 20 апреля 1967 года.
Был также награждён орденами Красного Знамени и Красной Звезды, рядом медалей.